# Breuil, Somme
Breuil là một xã ở tỉnh Somme, vùng Hauts-de-France, Pháp.

## Dân số
| 1962                                                           | 1968 | 1975 | 1982 | 1990 | 1999 |
| -------------------------------------------------------------- | ---- | ---- | ---- | ---- | ---- |
| 86                                                             | 96   | 68   | 59   | 69   | 66   |
| Số liệu điều tra dân số từ năm 1962, dân số không tính hai lần |      |      |      |      |      |